# Benigno Bascaran
Benigno Bascaran Guridi (Éibar, 3 de abril de 1908  - Ibídem, 22 de octubre de 1984) fue un político socialista español.
Benigno Bascaran era hijo del histórico Marcelino Bascaran, y, como su padre, fue una figura relevante del socialismo vasco del siglo XX. Su hija Aurora Bascaran también fue dirigente socialista y alcaldesa de Éibar. Le apodaron "el cura laico" por ser el encargado de la celebración de los entierros civiles en la ciudad de Éibar, cosa que heredó de su padre.
Formó parte de la corporación municipal que proclamó la República el 14 de abril de 1931 y que convirtió Éibar en la primera población de España en hacerlo. Fue presidente del Sindicato metalúrgico de UGT de Guipúzcoa y participó en la revolución de ese año. 
Durante la guerra civil española luchó defendiendo la legalidad republicana, y terminada aquella participó en la Resistencia francesa contra los nazis. Estuvo en un campo de concentración francés. En 1950 volvió del exilio y se enroló en la Resistencia española, siendo detenido y encarcelado en varias ocasiones. En 1979 fue elegido presidente de la Agrupación Socialista de Guipúzcoa y salió elegido juntero por el PSOE para las Juntas Generales Guipuzcoanas ese mismo año, elección que se repitió en 1983.

## Biografía
Benigno Bascaran nació en la localidad guipuzcoana de Éibar, en el País Vasco, España, en el año 1908. Su padre, Marcelino Bascaran, era una figura relevante del socialismo y del movimiento obrero en aquella localidad donde se vivía en un ambiente de progreso social, cultural y político, que contrastaba con el resto del país. Fue el fundador de la Federación Socialista de Éibar. Marcelino ingresó en las Juventudes Socialistas con doce años de edad, y cinco años después se afilió al Partido Socialista Obrero Español, comenzando una militancia que mantuvo hasta su muerte.
En la madrugada del 14 de abril de 1931, junto al resto de la corporación municipal de la que formaba parte, participó en la proclamación de la II República Española, adelantándose Éibar al resto de poblaciones de España en hacerlo y recibiendo por tal motivo el título de Muy ejemplar ciudad.
En 1934 fue nombrado presidente del Sindicato metalúrgico de UGT de Guipúzcoa y participó en las Revolución de octubre de 1934, siendo detenido y condenado a 25 años de cárcel. Tras el triunfo del Frente Popular en febrero de 1936 recobró la libertad. En julio de ese mismo se alistó en las milicias que defendieron la legalidad republicana tras el levantamiento faccioso del Golpe de Estado del 18 de julio. Alcanzó el grado de teniente y fue gravemente  herido.
Tras acabar la guerra huyó a Francia, donde se alistó en la Resistencia, cayendo preso e ingresando en un campo de concentración, donde enfermó. En 1943 regresó a Éibar enfermo de tuberculosis. Cuando se curó se incorporó a la lucha clandestina, desarrollando una intensa actividad política y sindical hasta el final de la dictadura franquista. En 1950 fue detenido y encarcelado por estas labores. Desempeñó el papel de secretario general del PSE-PSOE en Guipúzcoa en la clandestinidad; fue detenido y torturado en varias ocasiones.
En 1977, ya en el periodo democrático, fue diputado foral de Guipúzcoa, y en las elecciones de 1979 fue elegido juntero de las Juntas Generales de Guipúzcoa, cargo que renovó en las elecciones de 1982.
Su esposa, Concha Martínez, le acompañó en el exilio y en toda la lucha por la recuperación de la libertad que Benigno mantuvo durante su vida. Durante la Guerra Civil recorrió junto a su marido y su hija numerosos puntos de España, acompañando a este en sus tareas de mecánico de aviación.
Murió en 22 de octubre de 1984 en su casa de Éibar, con 76 años de edad.